# Cleome angustifolia
Cleome angustifolia är en paradisblomsterväxtart. Cleome angustifolia ingår i släktet paradisblomstersläktet, och familjen paradisblomsterväxter.

## Underarter
Arten delas in i följande underarter:
- C. a. angustifolia
- C. a. diandra
- C. a. petersiana
- C. a. pteropoda